# Тичкина
Ти́чкина (рос. Тычкина) — присілок у складі Махньовського міського округу Свердловської області.
Населення — 17 осіб (2010, 39 у 2002).
Національний склад населення станом на 2002 рік: росіяни — 97 %.